# Dr. Martens

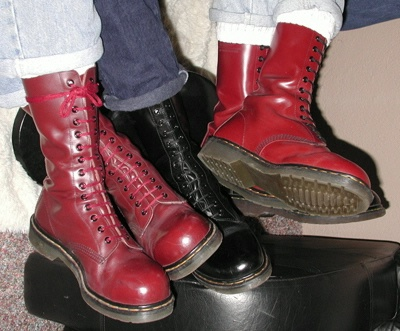
Rote und schwarze Stiefel der Marke

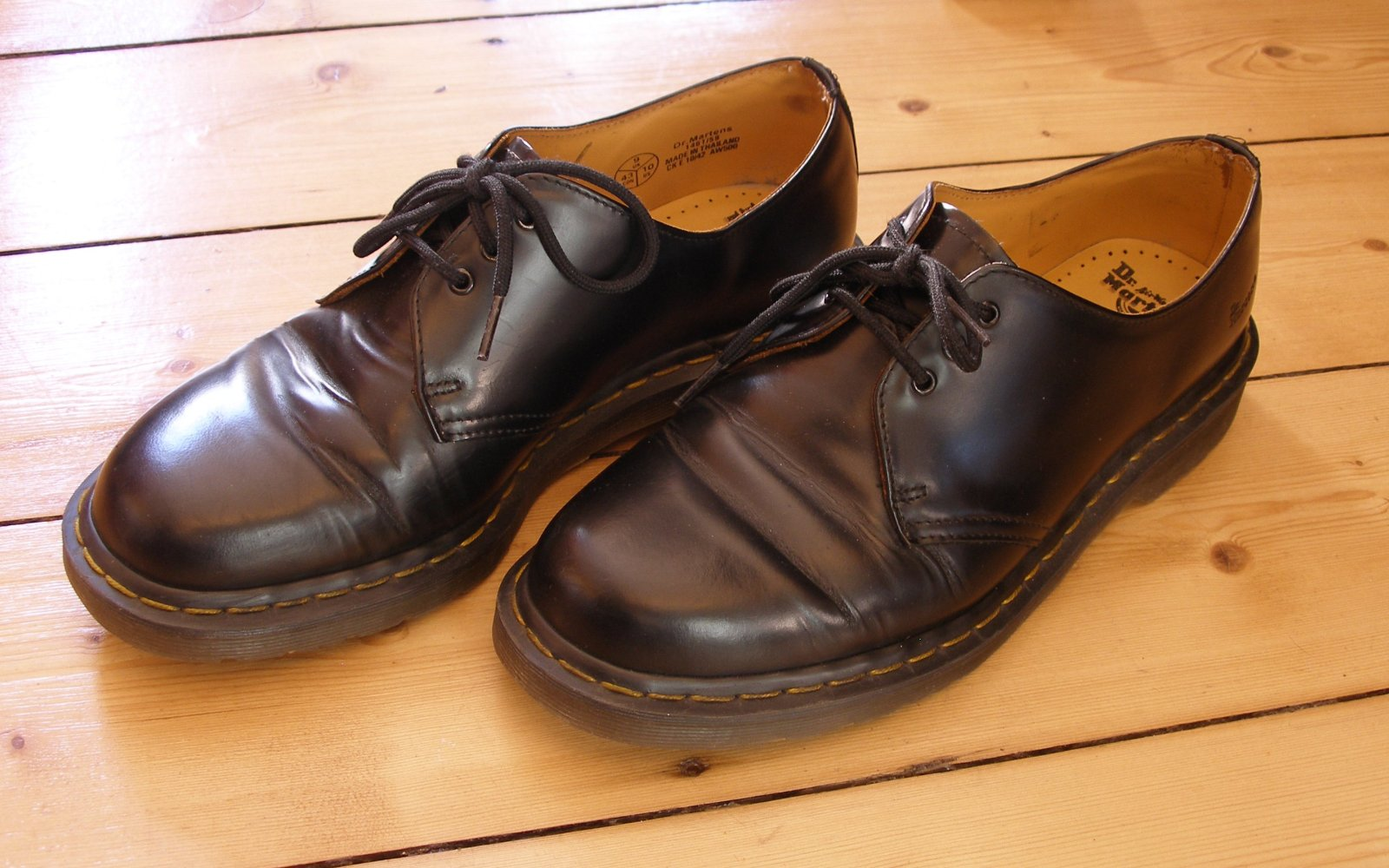
Halbschuh, hergestellt nach 2003

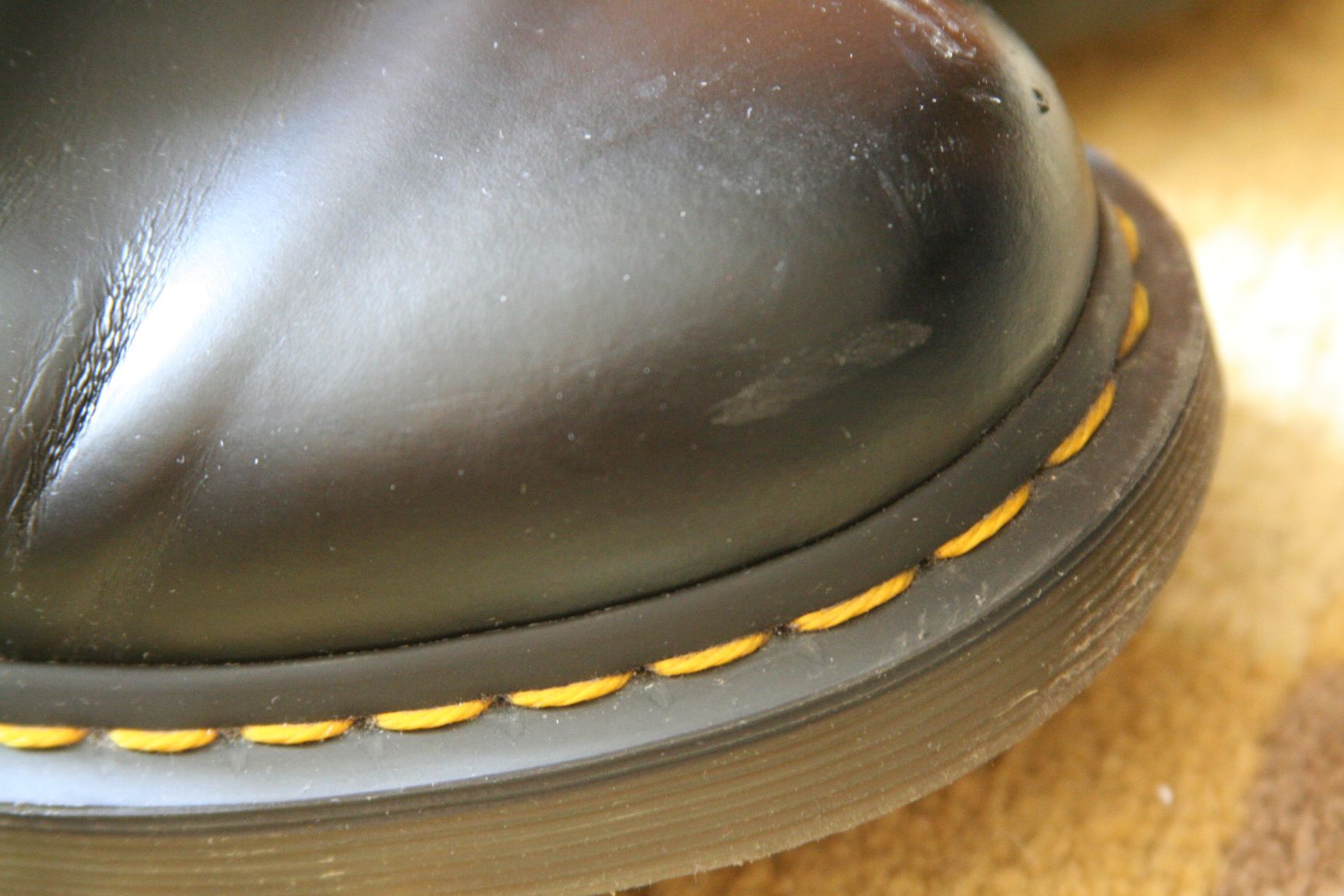
Charakteristischer gelber Nähfaden

Dr. Martens, umgangssprachlich auch als Docs oder Doc Martens bezeichnet, ist eine Schuhmarke des gleichnamigen britischen Unternehmens Dr. Martens plc.

## Geschichte

### Die Anfänge
Die Dr. Martens wurden von dem deutschen Arzt Klaus Märtens entwickelt, dem sie ihren Namen verdanken. Klaus Märtens, der als Arzt in der Wehrmacht gedient hatte, konstruierte die ersten Prototypen 1945, wenige Wochen nach dem Ende des Zweiten Weltkriegs. Weil er aufgrund eines Skiunfalls Knieprobleme hatte, wollte er stabile Schuhe entwickeln, die eine weniger harte Schuhsohle haben als die konventionellen Sicherheitsstiefel, die er als Arbeiter tragen musste. Er selbst beschreibt die Realisierung seiner Idee später:

„Der Krieg ging zu Ende und jeder stürmte nach draußen und begann zu plündern. Doch während die meisten Leute nach Wertgegenständen wie Schmuck und Pelzen suchten, suchte ich mir einen Leisten, etwas Leder, Nadeln und Nähfäden und machte mir daraus ein Paar Schuhe mit den dicken luftgepolsterten Sohlen, die ich mir ausgedacht hatte.“

Märtens und sein Studienkollege Herbert Funck, der als gebürtiger Luxemburger von den Handelsrestriktionen im Nachkriegsdeutschland nicht betroffen war, gingen eine Partnerschaft ein und begannen 1947 in Seeshaupt bei München damit, mit Gummi der ausgedienten deutschen Luftwaffe Sohlen herzustellen. Auch die anderen Bestandteile der ersten Schuhe bestanden aus Armeeresten. Als Einlagen dienten die Schulterstücke (Epauletten) der Uniformjacken, das Leder von den Hosen der Offiziersuniformen. Nach eigenen Aussagen des Erfinders war der Zeitpunkt perfekt, um nach dem Krieg bequeme Sicherheitsstiefel herzustellen. Die Schuhe wurden sehr schnell populär, so dass Märtens und Funck 1952 eine Fabrik in München eröffneten. Im Verlauf der 1950er Jahre verkauften sie Schuhe in 200 unterschiedlichen Ausführungen. 1959 bewarb das Team die Idee erstmals in internationalen Magazinen.

### Griggs Company und die frühen 1960er
Eine Anzeige in Shoe & Leather News, einem britischen Katalog für Schuhe und Lederbekleidung, erregte die Aufmerksamkeit von Bill Griggs, dem Geschäftsführer des Schuhherstellers R. Griggs & Co. Der englische Schuhmarkt war hart umkämpft, Marktführer waren die so genannten Tuf Boots, und wie viele andere suchte Griggs nach einem innovativen neuen Produkt. Griggs erwarb eine Produktionslizenz von Märtens und Funck zum Fertigen von Sicherheitsstiefeln. Da ihm jedoch die Technologie und die Werkzeuge fehlten, um die Sohlen herzustellen und zu befestigen, entwickelte Griggs mit der Northamptonshire Productive Society Ltd. (NPS) einen Schuh, der aus einer Solovair-Sohle und Griggs’ Obermaterial bestand. Er änderte das Design der Schuhe in einen konservativeren Stil, da er die Schuhe als strapazierfähige Arbeitsstiefel produzieren und vermarkten wollte. Hinzu kam die gewölbte Lederkappe auf den Zehen sowie ein gelber Nähfaden, der bis heute das Markenzeichen der Dr. Martens ist. Am 1. April 1960 gingen die Dr. Martens als Stiefel mit acht Löchern für das Schnürband in Produktion. Von 1960 bis 1995 wurden Dr. Martens von NPS unter dem Namen „Dr. Martens by Solovair“ hergestellt. Nach Ablauf der Schutzfrist stellte Griggs eigene Sohlen für die, ab diesem Zeitpunkt als „Dr. Martens AirWair“ bezeichneten, Schuhe her und kreierte das Logo mit dem Slogan „with bouncing soles“.
Wie geplant verkauften sich die Stiefel, deren Sohlen unempfindlich gegen Öl, Benzin oder Säuren waren, zu Beginn sehr gut als Arbeitsschuhe an Soldaten, Postboten, Polizisten und Fabrikarbeiter. Aufgrund der von Beginn an hohen Popularität brachte Griggs sehr schnell auch die Schuhvariante mit drei Schnurlöchern auf den Markt, die vor allem bei der britischen Post sehr gut aufgenommen wurde. Durch eine Wachsschicht waren die Lederteile wasserabweisend. Bis heute hat der Dr. Martens seine charakteristische Form behalten, wurde aber in unterschiedlichen Größen, Höhen und Farben produziert.
Der erste populäre Träger der Dr. Martens war Tony Benn, der als Sozialist im britischen Parlament saß. Er war ein Verfechter der Rechte von Arbeitern und Gewerkschaften und wollte auf diese Weise die Verbundenheit demonstrieren. Bis heute wird dieses Symbol von vielen politisch Engagierten eingesetzt, die sich der Arbeiterklasse verbunden fühlen. Als Element der Mode war dieser Stiefel zu diesem Zeitpunkt noch nicht geeignet, gerade zu einer Zeit, als London als Modestadt berühmt wurde und viele spektakuläre Schuhmodelle den Markt überfluteten.

### Gegenwart
Am 1. April 2003 wurden die Fabriken von Dr. Martens AirWair im Vereinigten Königreich geschlossen, womit über tausend Angestellte ihre Arbeit verloren. Alle Dr. Martens AirWair-Schuhe und -Stiefel werden aktuell in Vietnam, der Volksrepublik China und Thailand produziert. Dazu wurden die Maschinen nach Asien gebracht. Die Frage der Qualität wird unterschiedlich beurteilt: Einerseits wird auf eine angeblich höherwertige Verarbeitung in England verwiesen, andererseits gilt die Verarbeitung heutzutage als gleichmäßiger als dies früher der Fall war.
Die Sohlen sind etwas heller und durchsichtiger als die in England produzierten und es wird ein anderes Leder verwendet, welches das Eintragen der Schuhe verlängern soll.
Seit 2007 gibt es unter dem Namen „The Vintage Collection“ eine Neuauflage klassischer Dr.-Martens-Schuhe, die in England hergestellt werden. Die Schuhe der „The Vintage Collection“ sind nicht mit den vor 2003 gefertigten Schuhen identisch. Der Verkaufspreis dieser Exemplare ist um einiges höher als der der regulären Schuhe.
AirWair International / R. Griggs Group Limited wurde im Oktober 2013 vom Finanzinvestor Permira übernommen,
Seit 2016 bietet Dr. Martens vom Großteil seiner Modelle auch vegane Varianten an, die aus überwiegend synthetischen Materialien erzeugt werden.
Der Hersteller bietet in der Regel die gesetzliche Gewährleistung unter Ausschluss von Abnutzung, passendem Sitz und Komfort auf seine Produkte. Für die Serie Dr. Martens For Life wurde bis 2018 eine lebenslange Garantie in Form einer Reparatur oder eines neuen Schuhs gewährleistet.
Im Januar 2021 erfolgte der Börsengang, wobei Permira 40 % der Aktien in den Streubesitz verkaufte.

## Kulturelle Bedeutung

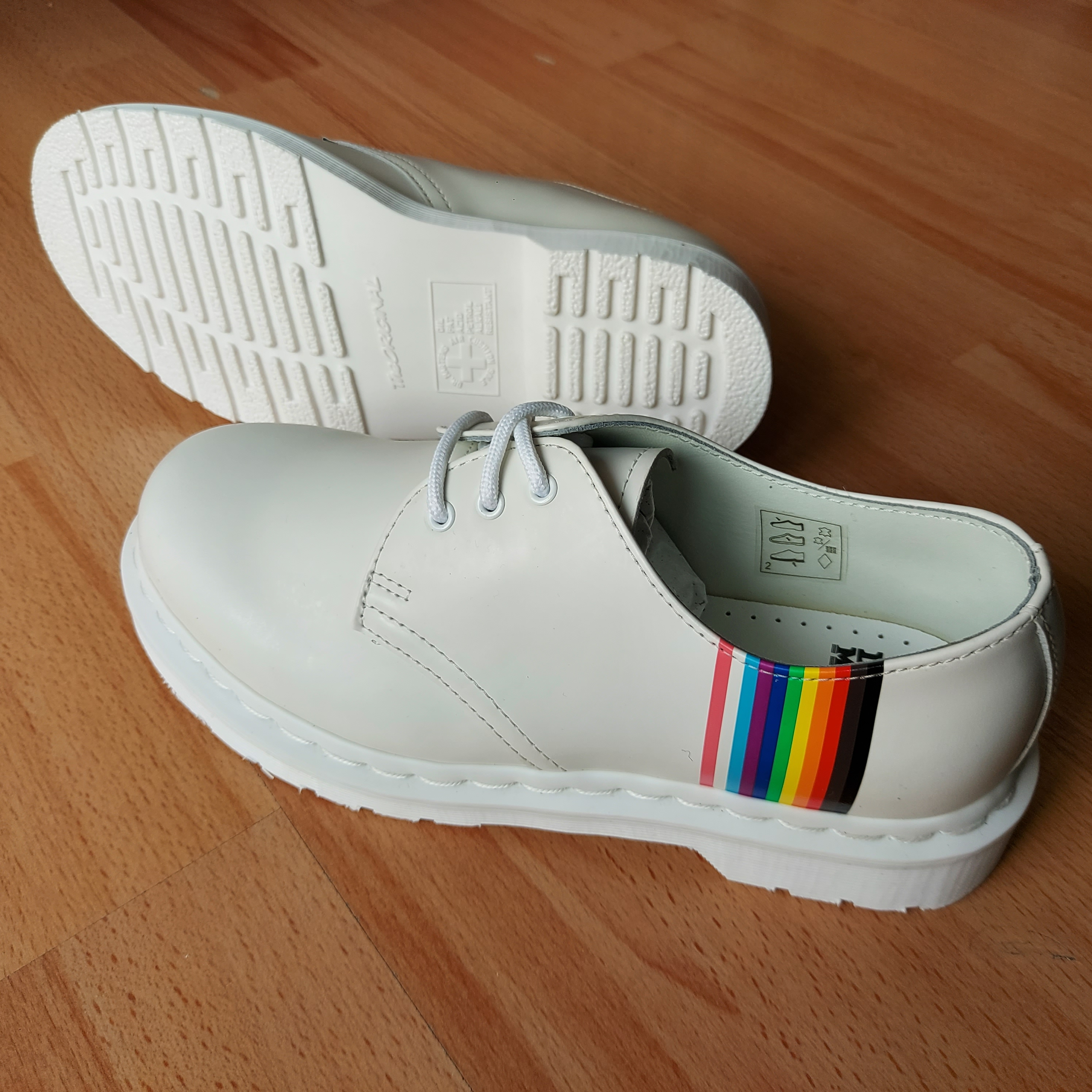
Sondermodell 2020 Docs for Pride

Die Schuhe dieser Marke spielen in diversen Subkulturen eine wichtige Rolle, so unter anderem in der Skinheadszene, im Punk, in der Wave- und Dark-Wave-Szene, in der EBM-Szene oder auch in der BDSM- und der Kink-Szene. In Verbindung steht damit oft eine bewusste Anknüpfung an einen Arbeiterklasse-Stil. Als Markenzeichen mancher gewalttätiger oder rassistischer Gruppen wurden die Schuhe außerdem oft mit Gewalt und Rassismus assoziiert.
Arbeitsschuhe und schwere Stiefel werden auch als Erkennungszeichen von queeren Personen getragen, die Geschlechterrollen hinterfragen. Die Marke unterstützt dieses Statement auch durch gezielte Werbung und Sondermodelle.